# Smittium imitatum
Smittium imitatum är en svampart som beskrevs av Lichtw. & Arenas 1996. Smittium imitatum ingår i släktet Smittium och familjen Legeriomycetaceae.   Inga underarter finns listade i Catalogue of Life.